# Nez Percé

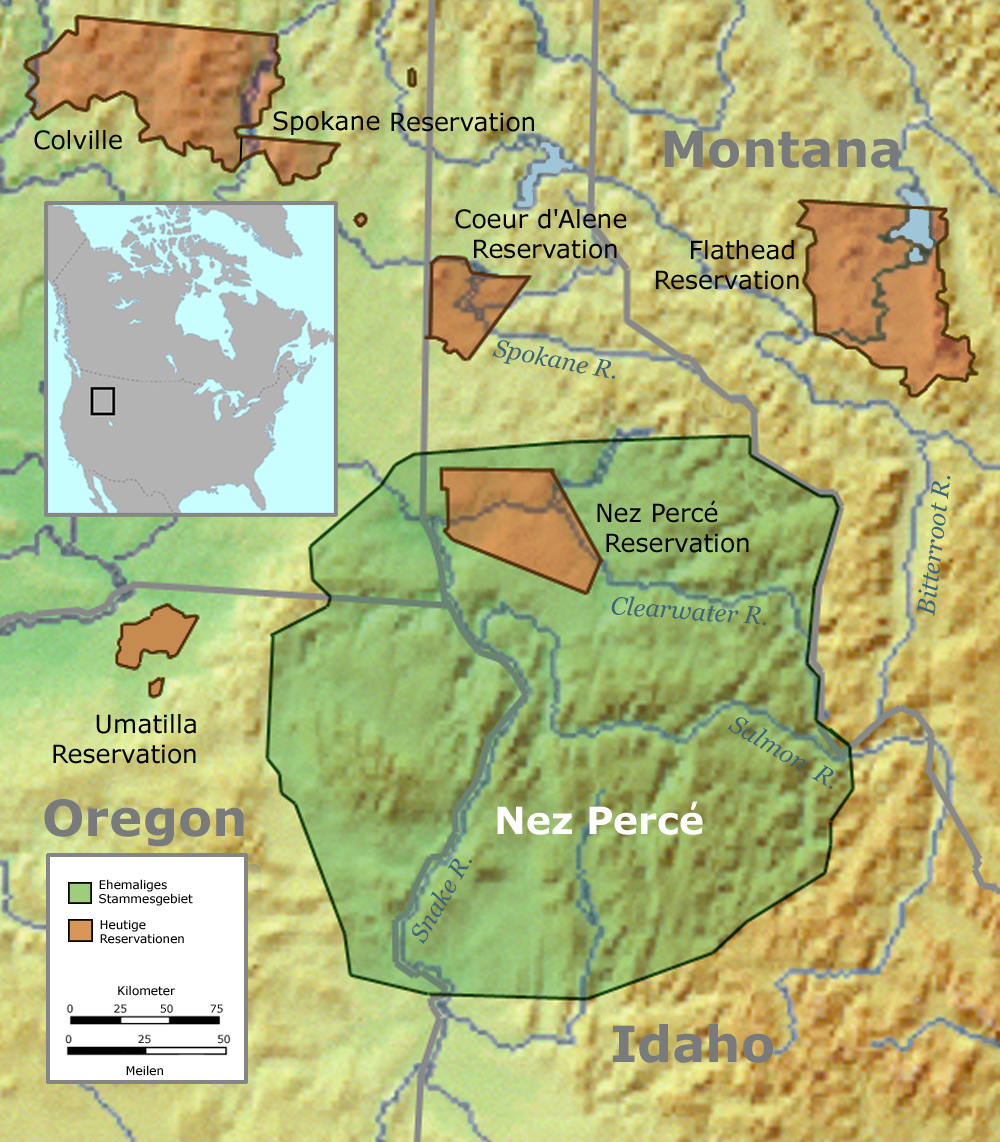
Ehemaliges Stammesgebiet der Nez Percé und heutiges Reservat in Idaho

Die Nez Percé [ˌnepɛʀˈse] (französisch ‚durchbohrte Nase‘, englische Aussprache: ˌnɛzˈpɜrs), auch Nez Perce, offizielle Eigenbezeichnung Nimi'ipuu, sind ein Indianer-Volk des Columbia River Plateau des Pazifischen Nordwestens der Vereinigten Staaten. Ihre Sprache, das Niimiipuutímt, zählt neben dem Sahaptin zu den Sahaptian-Sprachen (auch Sahaptin, Shahaptian), einer Untergruppe der Plateau Penuti-Sprachfamilie. Die Nez Percé sind daher sprachlich und kulturell mit den Sahaptin-sprachigen Palus (Palouse), Walla Walla, Yakima, Umatilla und Wanapum (Wánapam) eng verwandt.

## Wohngebiet
Ihr traditionelles Territorium umfasste ca. 69.000 km² im Nordwesten und Westen des heutigen US-Bundesstaates Idaho, im Nordosten von Oregon sowie teilweise im Südosten von Washington sowie nach dem Erwerb von Pferden Anfang 1700 auch die nordwestlichen Plains im Westen Montanas. Ihr Stammesgebiet war Teil des Columbia Plateau und von tiefen Canyons (teilweise tiefer als der Grand Canyon), Hochebenen und trockenen Steppen geprägt und umfasste die Flusstäler des Snake River (Weyikespe) und Grand Ronde River (Waliwa/Willewah) im Westen und Nordwesten, des Salmon River (Naco’x kuus) („Königslachs Wasser“) (und dessen zahlreiche Nebenflüsse) im Süden, des Clearwater River (Koos-Koos-Kai-Kai) („klares Wasser“) im Zentrum und im Norden. Im Osten erstreckte es sich bis zu den Bitterroot Mountains (dem Tor zu den Nordwestlichen Plains) und im Westen bis zu den Blue Mountains. Jedoch waren oftmals auch große Gruppen der Nez Percé entlang des Yellowstone River anzutreffen.
Im Jahr 1800 gab es mehr als 100 dauerhafte Siedlungen der Nez Percé, die je nach Jahreszeit und sozialer Gruppierung zwischen 50 und 600 Personen umfassten. Hierunter waren mindestens 27 ganzjährig bewohnt; sonst wechselten die Nez Percé zwischen festen Winterdörfern und wechselnden Sommerlagern (die oftmals auch nur Jagdcamps waren). Archäologen haben insgesamt etwa 300 verwandte Stätten identifiziert: Camps und Dörfer, meist im Salmon River Canyon. Mit einer Bevölkerung von ca. 6.000 Menschen (darunter etwa 1.500 Krieger), waren die Nez Percé zu dieser Zeit der größte und militärisch mächtigste Stamm auf dem Columbia River Plateau. Bis zum Beginn des 20. Jahrhunderts war die Ethnie aufgrund von Epidemien, Konflikten mit weißen Amerikanern und anderen Faktoren auf etwa 1.800 zurückgegangen.
Seine geografische Lage inmitten von vier anderen nordamerikanischen Kulturarealen machte das Columbia River Plateau zu einem Schnittpunkt der Kulturen:
- der Nordwestküste (sesshafte Wildbeuter (Meeressäuger) und Fischer (Lachse); Häuptlingstum, ausgeprägte Hierarchie, Sozialinstitutionen: Sklaverei, Potlatch: Chinook-Völker und Küsten-Salish),
- der Prärie und Plains (halbnomadische Reiterkulturen oder halbsesshafte Gartenbauern, Bisonjagd: meist Sioux- und Algonkin-sprachige Völker: Absarokee, Plains Assiniboine, Lakota, Plains Cree, Blackfoot und Kutenai),
- dem Great Basin (nomadische (teilweise berittene) Numic-sprachige Sammler und Jäger: Westliche und Nördliche Shoshone, Bannock und Nördliche Paiute) und
- Kalifornien (halbsesshafte Sammler und Jäger: zumeist Penuti- und Hoka-sprachige Völker: Klamath und Modoc, Karok u. a.)

Ein ausgedehntes Handelsnetz ermöglichte den Austausch von Waren, Ideen und sogar Menschen, da Sklaverei in der Region weit verbreitet war.
Wie andere indigene Völker des Plateau Kulturareals (Sahaptian-sprachige Völker: Yakama, Umatilla und Tenino sowie Binnen-Salish und Ktunaxa) waren die Nez Percé halbnomadische Lachsfischer, Jäger und Sammler (Wurzeln, Knollenpflanzen) und hatten saisonale Dörfer und Lager, um das ganze Jahr über natürliche Ressourcen zu nutzen. Ihre Wanderungsbewegungen folgten einem wiederkehrenden Muster von permanenten Winterdörfern zu temporären Sommerlagern, die jedes Jahr an die gleichen Orten errichtet wurden. Als östlichste Plateau-Vertreter übernahmen die Nez Percé größtenteils die Lebensweise und viele Kulturtechniken der Plains-Indianer: Kriegsehren (Counting Coup), Kriegstänze und Schlachttaktiken sowie andere materielle Formen der Pferdekultur wie den Travois (vormals von Hunden und Menschen gezogen) und das Tipi. Die Nez Percé, Palus (Palouse) und Cayuse (Weyiiletpuu) („Das Volk des Weidelgrases“) waren unter den amerikanischen Ureinwohnern fast einzigartig in der Durchführung eines selektiven Pferdezuchtprogramms und bauten eine der größten Pferdeherden des Kontinents auf. Die Cayuse züchteten das weniger bekannte „Cayuse Horse“ und die Nez Percé sowie Palus (Palouse) waren maßgeblich an der Schaffung der Appaloosa-Rasse beteiligt. Die Pferde ermöglichten erheblich größere Kriegs- sowie Raubzüge gegenüber den weiterhin sesshaften kleineren Stämmen und ermöglichten den Nez Percé, die Politik sowie oftmals auch die Jagd- und Fischgründe sowie den Handel der militärisch schwächeren Stämme zu kontrollieren. Die verbündeten Cayuse forderten sogar Tribut ein. Zusammen mit verbündeten Plateau-Stämmen (Sahaptin sowie Binnen-Salish) überquerten sie den Lolo Pass (Khoo-say-ne-ise-kit) (in Salish: Naptnišaqs – „Nez Perce-Pfad“) nach Osten auf die Plains (Khoo-sayn/Kuseyn) („Büffel-Land“) von Montana zur Jagd auf amerikanische Bisons (Qoq'a lx) und waren zum Handel mit Waren als Zwischenhändler im Westen bis zur Pazifikküste ('Eteyekuus) („Großes Wasser“) tätig.
Wichtigste Fischgründe und jährliche Treffpunkte vieler Stämme des Plateaus (Sahaptin-Völker, Binnen-Salish) und der Nordwestküste (Küsten-Salish, Lower und Upper Chinook) waren meist verengte Flusstäler oder Wasserfälle, da die Lachse (lé'wliks) und andere Fische sich hier leichter mit Fischwehren, Stangen und Kescher fangen ließen: Celilo Falls oder Horseshoe Falls (Silayloo) (in Sahaptin: Wayám/Wyam – „Echo des herabstürzenden Wassers“, „Klang, wenn Wasser auf Felsen stürzt“) und das etwa 12 Meilen flussabwärts gelegene The Dalles entlang des Middle Columbia River (Xuyelp) („großer Fluss“) waren hierunter die bedeutendsten und zudem gleichzeitig die Grenze der beiden Kulturareale. Westlich hiervon verständigten sich die Stämme mittels der Handelssprache Chinook Wawa, bei Celilo Falls sowie ostwärts landeinwärts war das Sahaptin der Nez Percé dominierend. Weitere bedeutende Lachsfanggründe waren: Cascade Falls, Priest Rapids und Rock Island Rapids am Middle Columbia River sowie die Wenatshapam Fishery nahe der heutigen Stadt Wenatchee. Alle bedeutenden Fischgründe sind zwischenzeitlich auf Grund der Errichtung von Talsperren (von 1938 bis 1973) zur Trinkwasserversorgung, Energieerzeugung, Betriebswasserversorgung (Industrie und Landwirtschaft), Hochwasserschutz und Schiffbarmachung der Flüsse unter mehreren riesigen Stauseen verschwunden – und damit eine jahrhundertealte indigene Kultur und deren Lebensgrundlage.
Die Nez Percé lassen sich in zwei große regionale Dialektgruppen unterteilen, die sich auch kulturell unterschieden:
- Upper/Upriver Nez Percé (die Bands auf der Ostseite des Snake River in Idaho orientierten sich mehr an den Plains-Stämmen; sprachen den Upper Niimiipuutímt-Dialekt (auch: Upriver oder Östlicher Dialekt))
- Lower/Downriver Nez Percé (die Bands auf der Westseite des Snake River waren traditionelle Vertreter der Plateau-Kultur; sprachen den Lower Niimiipuutímt-Dialekt (auch: Downriver oder Westlicher Dialekt))

## Namen
Die heutige offizielle Eigenbezeichnung ist Nimi'ipuu. Der Name Nez Percé sei eine Fremdbezeichnung, die von einem Übersetzer der Lewis-und-Clark-Expedition von 1805 stammt. Französische Kanadier interpretierten – so die offizielle Darstellung des Nez Perce Tribe – die Bedeutung dieser Bezeichnung als „durchstochene Nase“. Cecil Carter, ein Elder der Nez Percé, habe daran erinnert, dass die Nez Percé die Eigenbezeichnung Cuupn'itpel'uu hatten, bevor sie Pferde nutzten.
William C. Sturtevant schreibt, dass die Nez Percé in den Berichten der Lewis-und-Clark-Expedition von 1805 als Chopunnish bezeichnet wurden – dies sei eine Adaption des Begriffs cú·pŉitpeľu (‚das gepiercte Volk‘, abgeleitet von cú·pŉit – ‚Piercing mit einem spitzen Gegenstand‘ und peľu – ‚Volk‘). Da die Nez Percé keinerlei Nasenpiercings oder sonstige Schmuckstücke trugen, war der Name ‚durchbohrte Nasen‘ eine unzutreffende Bezeichnung und sei wahrscheinlich auf eine Verwechslung mit den am Unterlauf des Columbia River lebenden Chinook zurückzuführen. Die verschiedenen Stämme der Chinook, die mit den Nez Percé Fischgründe und Handelsplätze teilten, waren insbesondere als große Händler berühmt – so dass, basierend auf ihrer Sprache, sich das Chinook Wawa als Lingua franca unter den Stämmen des Nordwestens etablierte.
Auch Candy Vyvey Moulton berichtet, dass die Nez Percé sich vor Einführung des Pferdes laut mündlicher Überlieferung als Cuupn'itpel'uu bezeichneten. Der Name Tsoop-Nit-Pa-Loo – ‚wir gingen aus dem Wald heraus‘ oder ‚wir gingen aus den Bergen heraus‘ wurde laut ihr ebenfalls verwendet. Dem Schöpfungsmythos der Nez Percé folgend sei auch die Bezeichnung als Iceyeeye Niim Mama’yac (‚Kinder von Kojote‘) gebräuchlich.

## Traditionelle Kultur
Nachfolgend wird die Kultur der Nez Percé beschrieben, so wie sie sich bis zur Aufgabe der Selbstbestimmung und dem Einzug in das Reservat präsentiert hat. Ab diesem Zeitpunkt glich sie sich nach und nach der Kultur der europäischen Einwanderer an.

### Politische Organisation
Nach Möglichkeit errichteten die Nez Percé ihre Dörfer entlang von Flüssen. Sie organisierten sich analog zum Flusssystem. Die einzelnen Dörfer an einem Seitenfluss fühlten sich als Gruppe zusammengehörig und vereinten sich bei Bedarf – zum Beispiel zur Bisonjagd – mit Gruppen des Hauptflusses. Ob sich sämtliche Nez Percé bereits vor dem ersten Kontakt mit den Europ-Amerikanern zusammengehörig fühlten, ist umstritten. Mit Sicherheit vereinten sie sich nach 1830 unter einem gemeinsamen Häuptling. Gemeinsam versuchten sie dem gewachsenen Druck stand zu halten.
Ein Dorf bestand aus mehreren Großfamilien und wurde von einem Mann – oft der älteste fähige Mann des Dorfes – geführt. Meist assistierte ein jüngerer Mann dem Anführer. Üblicherweise ging das Amt vom Vater auf den Sohn über; war dieser unfähig, wählte der Rat einen fähigeren Mann zum Anführer des Dorfes. In wenigen Fällen übernahm ein Medizinmann die Führung. Vom Anführer wurde erwartet, dass er ein Vorbild war, als offizieller Redner in Erscheinung trat, Streit schlichtete und bestrebt war, Entscheidungen zum Wohl der Dorfbewohner zu fällen. Die Familienführer waren im Rat vertreten, dessen Entschlüsse der Dorf-Anführer zu befolgen hatte. Normalerweise stand der Anführer des größten Dorfes der Gruppe vor. Die Bewohner der verschiedenen Dörfer schlossen sich vor allem zur Verteidigung zusammen, gelegentlich aber auch zu gemeinsamen Zeremonien oder zum Nahrungserwerb.
Trafen sich gar verschiedene Gruppen, vereinten sich die Gruppen-Anführer und herausragenden Krieger zu einem Rat. Ein Mann konnte vom Rat mit der Führung eines Unternehmens – Jagd oder Krieg – betraut werden. Selten hatte ein Mann auf dieser Ebene permanent die Führungsrolle inne, sondern bloß vorübergehend. Medizinmänner genossen teilweise großen politischen Einfluss. Obwohl Verbrechen meist in der Großfamilie geahndet wurden, schickte der übergeordnete Rat manchmal Stammesmitglieder ins Exil.

### Nahrungserwerb
Die Nez Percé jagten große Tiere wie Wapitis, Hirsche, Elche, Bergschafe, Bergziegen, Schwarz- und Grizzly-Bären sowie kleinere wie Hasen, Hörnchen, Dachse und Murmeltiere. Das Großwild kreisten sie meist gemeinschaftlich ein oder trieben es in ein Gehege oder einen Fluss. Bevor sie über Pferde verfügten, war der Angriff aus dem Hinterhalt eine beliebte Jagdmethode, besonders bei Bisons. Zudem träufelten sie manchmal Klapperschlangen-Gift auf die Pfeilspitze. Weiter fingen sie Enten, Gänse, Moorhühner sowie andere Vögel für Zeremonien. Verschiedene Flüsse versorgten sie mit Fischen. Lachse fingen sie bei Frühlingsbeginn, meist mussten sie dazu noch mit Schneeschuhen durch den tiefen Schnee zum Fluss stapfen.

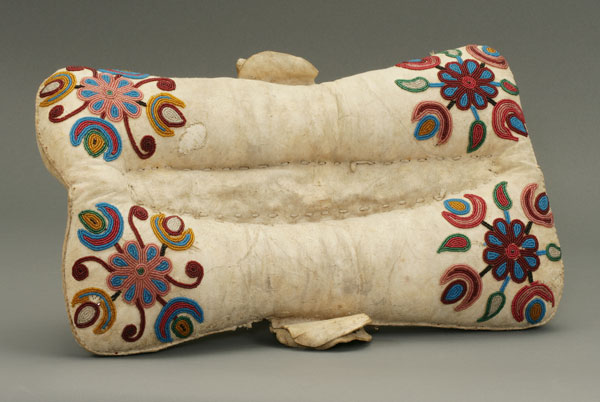
Sattelkissen, Nez Perce National Historical Park, um 1900

Nachdem sie nach 1700 zu Pferden gelangt waren, zogen sie einmal im Jahr in die Ebenen Montanas, jagten Bisons und tauschten mit den Prärie-Stämmen Waren aus. Dabei wurden sie oft von Kriegern befreundeter Stämme wie den Umatilla, Cayuse und Yakima begleitet.
Die Männer waren für die Jagd und das Fischen verantwortlich. Sie fischten mit Schnur und Haken, mit Speeren, Harpunen, Netzen und Wehren. Die großen Wehre wurden gemeinschaftlich errichtet. Ein Spezialist regulierte das Wehr und teilte den Fang unter den Familien auf. Die Frauen verarbeiteten die Beute. Fische wurden entweder frisch gegessen oder an der Sonne getrocknet und als Wintervorrat geräuchert.
Ergänzend sammelten die Frauen Wurzeln, wilde Rüben und Zwiebeln, verschiedene Beeren, Kiefernsamen und Sonnenblumenkerne. Wurzeln wurden zerrieben, als Laibe oder Biscuits aufbewahrt und später in Suppen und Eintöpfen verwendet. Die Vorräte wurden in Körben in rinden- oder grasbedeckten trockenen Gruben aufbewahrt.

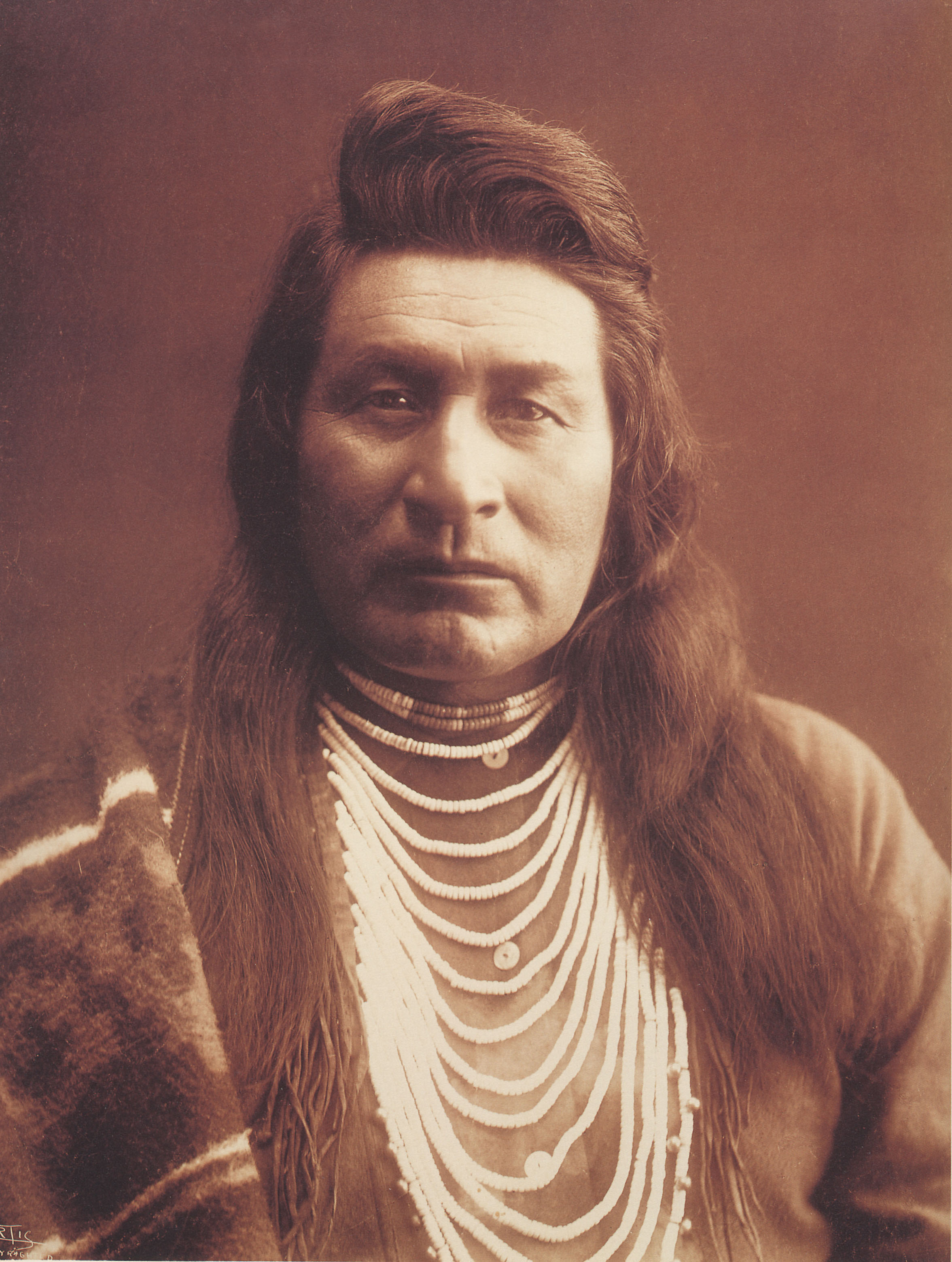
Mann der Nez Percé, 1899

### Art der Lebensweise und des Handelns
Für den Alltagsgebrauch verfügten die Nez Percé über Gegenstände aus Materialien, die ihnen die Natur bot. Vieles war aus Holz, so zum Beispiel Löffel und Schalen. Löffel stellten sie teilweise auch aus Horn her, genau so wie Trinkbecher. Mörser waren entweder geflochten und mit einem Steinboden ergänzt oder aus Holz. Die Stößel meißelten sie aus Stein. Verwendung fanden die Mörser zum Mahlen und Zerkleinern von Fleisch und Wurzeln. Zum Kochen von Fleisch benutzten sie Körbe, zum Backen große Erdöfen. Geweihe nutzten die Nez Percé für Keile und zusammen mit Stein, Holz und Rohleder für Streitäxte (Tomahawks) und Keulen. Bögen stellten sie unter anderem aus Eibenholz her.
Die Nez Percé wohnten im Winter in den auf dem Plateau üblichen mattengedeckten Gemeinschaftshäusern, die von ihnen vorwiegend mit gewebten Tulematten gedeckt wurden. Die Länge der Häuser, für die die Nez Percé üblicherweise Tulematten verwendeten, konnte über 30 Meter betragen. Neben diesen permanenten Wohnsitzen nutzten die Nez Percé auch konische, mit Binsenmatten gedeckte Zelte oder Tipis in semipermanenten Lagern (etwa Fischcamps) sowie auf Jagdzügen provisorische Strauchhütten (ähnlich den Wickiups des Südwestens). Schwitzhütten wurden in allen permanenten Siedlungen der Nez Percé gefunden.
Die Kleidung der Nez Percé war mit langen Wildlederhemden, Leggings, Gürteln, Handschuhen, Stulpen und Mokassins typisch für die nördlichen Plains. Bei Männern beliebt war Kopfschmuck aus Federn. Frauen verzierten ihre Kleider mit Wapiti-Zähnen und Meeresmuscheln, die sie eintauschten. An der Kleidung konnte sowohl Geschlecht als auch Alter und sozialer Status abgelesen werden. Beide Geschlechter bemalten sich die Gesichter zu speziellen Zwecken.

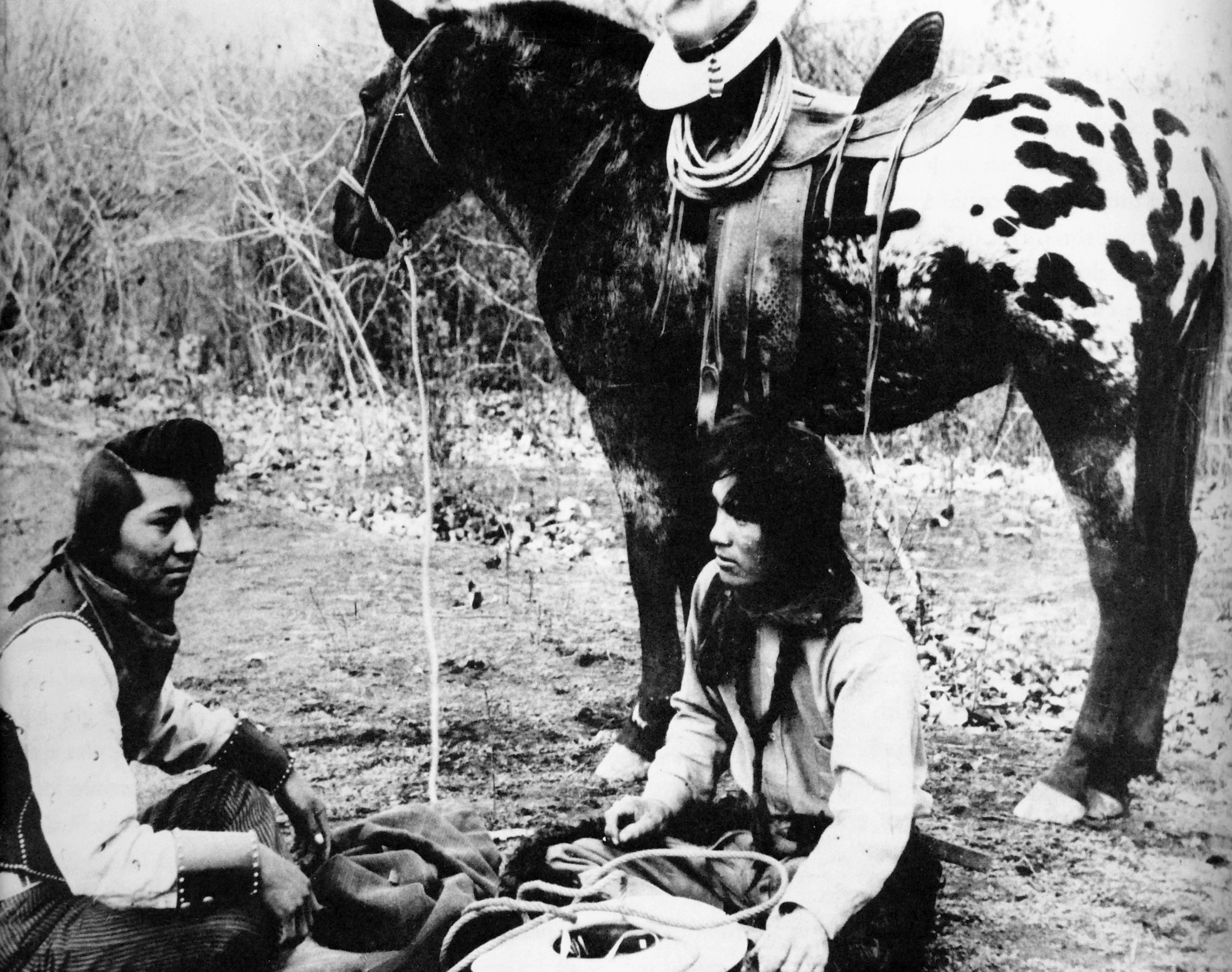
Nez Percés mit einem Appaloosa-Pferd (1895)

Die von spanischen Einwanderer mitgebrachten Pferde breiteten sich vom Gebiet des heutigen Mexiko rasch nach Norden aus. Innerhalb kürzester Zeit wurden die Nez Percé zur berühmtesten Pferdenation auf dem Plateau. Männer, Frauen und Kinder ritten Pferde bei jeder Gelegenheit. Zogen sie von einem Lagerort zum nächsten, zogen Pferde ihr Hab und Gut auf einem Travois. Welche zentrale Bedeutung das Pferd im Leben der Nez Percé einnahm, zeigte die vielfältige materielle Kultur: Die Nez Percé schufen verschiedene Sättel je nach Verwendung sowie mit Stachelschweinborsten, Perlen verzierten Pferdedecken und -geschirr. Die Anzahl Pferde machte den Unterschied zwischen Reich und Arm; einflussreiche Familien besaßen teilweise eine Herde mit tausenden Pferden. Als Züchter von starken und ausdauernden Pferden waren die Nez Percé weitherum bekannt; gelegentlich erwarben die Nez Percé zusätzlich Pferde durch Raubzüge.

### Lebenszyklus

#### Geburt

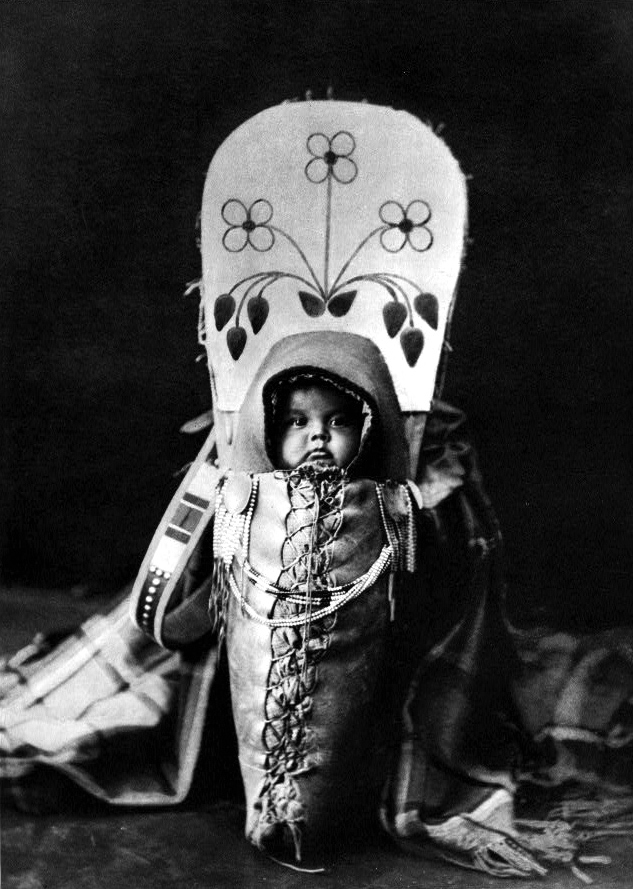
Baby der Nez Percé, Edward Curtis, 1911

War eine Frau schwanger, erhielt sie von ihren älteren weiblichen Verwandten Ratschläge, wie sie ihre Gesundheit und diejenige ihres Kindes erhalten konnte. Dazu gehörten heiße wie kalte Bäder sowie die Verwendung verschiedener Kräuter. Es galt als Tabu für Schwangere, deformierte Tiere oder Menschen zu betrachten, berühren oder zu verhöhnen. Die Nez Percé glaubten, dass das Kind ebenfalls deformiert würde, hielte sich die werdende Mutter nicht an das Tabu. Weitere Tabus schränkten sie in ihrem Handeln ein.
Zur Geburt begab sie sich in eine separate Hütte, wo ihr weibliche Verwandte halfen. Nur bei ernsteren Komplikationen wurde ein männlicher Medizinmann beigezogen, der mit Kräutern, Ritualen und physischen Handlungen half. Nach der Geburt wurde die Nabelschnur in einem kleinen Behälter verstaut, der an der Baby-Trage (Cradleboard) befestigt wurde. Gemäß dem Glauben der Nez Percé brächte der Verlust der Nabelschnur Unglück.
In der Hoffnung, dass sich dies positiv auf die Entwicklung des Kindes auswirken würde, erhielten Kinder meist Namen bedeutender Vorfahren. Eine formelle Namensfeier fand aber erst im Jugendalter statt. Namen konnten jederzeit geändert werden.

#### Kindheit
Kinder wurden so lange in das Wiegenbrett gelegt, bis sie gehen konnten, und wurden so lange wie möglich gestillt, oft einige Jahre. Starb die Mutter, wurde das Kind von einer anderen Frau des Vaters oder von einer Verwandten der Verstorbenen adoptiert.
Nach Möglichkeit kümmerten sich die Großeltern um das Kind, sobald dieses entwöhnt war. Den Eltern gegenüber mussten sich die Kinder sehr respektvoll benehmen, mit den Großeltern durften sie hingegen herumalbern. Der Großvater brachte seinem Enkel das Jagen, Reiten und Schwitzen bei. Die Großmutter unterrichtete ihre Enkelin. Außerdem brachten die Großeltern viel Zeit damit zu, ihren Enkelkindern die Mythen des Stammes zu erzählen. Unterstützt wurden die Großeltern durch andere ältere Verwandte. Onkel und Tanten holten Kinder üblicherweise vor Tagesanbruch zu einem Bad in einem nahegelegenen Gewässer.
Mit etwa drei Jahren wurden die Kinder in den Alltag einbezogen. Sie waren beim Wurzelnausgraben oder beim Beerensammeln dabei und wurden auch schon einmal hinter einem Reiter aufs Pferd gebunden und zur Jagd mitgenommen. Etwa mit sechs Jahren halfen die Kinder erstmals bei der Arbeit mit, gruben selbst eine Wurzel aus oder erlegten mit einem Spielzeugbogen ein Tier. Dieses Ereignis wurde mit einer Übergangszeremonie gefeiert. Aß ein erfahrener Jäger oder Fischer das erste Wild oder den ersten Fisch, so glaubten die Nez Percé, dass der Knabe ein begabter Fischer oder Jäger würde. Ebenso sollte eine erfolgreiche Sammlerin die erste Wurzel oder die erste Beere eines Mädchens essen, damit dieses später eine Familie ausreichend mit diesen Produkten versorgen konnte.
In der Jugendzeit wurden die Jungen und Mädchen zur Visionssuche ausgeschickt. Waren sie nicht erfolgreich, wurden sie oft weitere Male ausgeschickt. Trat bei einem Mädchen die erste Blutung ein, wurde es für etwa eine Woche in eine dafür vorgesehene Hütte separiert. Dort sollte es nicht untätig sein und stets positive Gedanken pflegen. Nach dieser Zeit kehrte das Mädchen wieder unter ihr Volk zurück und wurde als junge Frau willkommen geheißen, die nun bereit war zu heiraten. Von Freunden und Verwandten erhielt sie Geschenke.
Tänze, Spiele, Wettkämpfe und Pferderennen nahmen einen wichtigen Stellenwert ein – sowohl bei Kindern als auch bei Erwachsenen.

#### Heirat
Die Familien-Führer bestimmten die Partner ihrer Kinder, teilweise bereits während deren Kindheit, oftmals aber erst auf Wunsch der Kinder selbst. Heiraten zwischen Verwandten – auch zwischen weiter entfernten Verwandten – war tabuisiert. Gerne gesehen war hingegen, wenn mehrere Kinder in dieselbe Familie einheirateten. Verwandte des Bräutigams und der Braut trafen sich und tauschten Geschenke aus. Je höher die soziale Stellung der Familien war, desto mehr Personen nahmen an diesem Treffen teil. Die Heirat erfolgte in einem zweiten Treffen. Anschließend zog das junge Paar entweder zu den Eltern der Frau, öfter aber zu denjenigen des Mannes. Ein Mann durfte mehrere Frauen haben. Weibliche Sklaven, die im Krieg gefangen genommen worden waren, oder Schwestern der Frau waren beliebte Zweitfrauen. Starb die Frau oder der Mann, heiratete der Witwer oder die Witwe nach Möglichkeit einen Bruder oder eine Schwester der oder des Verstorbenen.

#### Tod
Ahnte ein Mensch den eigenen Tod, bestimmten die Nez Percé, wer nach ihrem Tod ihre Habseligkeiten erhalten und wer ihre Ämter übernehmen sollte. Starb jemand, machte dies der Herold im ganzen Dorf bekannt. Verwandte und Freunde des Toten sammelten sich zur Trauer um seine Leiche und wuschen und schmückten diese. In einen Mantel gehüllt wurde die Leiche begraben. In manchen Fällen wurde das Lieblingspferd des Toten erschossen und mit ins Grab gelegt. Zuletzt hielt der Medizinmann eine Zeremonie ab, um die Seele des Verstorbenen davon abzuhalten zurückzukehren. Künftig wurden Erinnerungen an den Toten so gut wie möglich vermieden. Sein Name wurde beispielsweise nicht mehr erwähnt und manchmal sogar seine Hütte verbrannt. Nach Ablauf eines Jahres wurde der Witwer oder die Witwe aus der Trauer entlassen. Nun durfte er oder sie wieder heiraten.

## Geschichte

### Frühgeschichte
Die ältesten Funde im traditionellen Gebiet des Stammes, die Weis Rockshelter Site rund 13 km südlich von Cottonwood, werden auf 8000 Jahre geschätzt. Sie wurde von einem Laien-Archäologen um 1960 ausgegraben, die Artefakte befinden sich an der University of Idaho. Ähnlich alt ist Lenore (S’uuley), das rund 40 km östlich von Lewiston liegt. Die Camas Prairie mit dem Tolo Lake (Tepahlewam – „gespaltene Felsen“; auch ’Alwan’iwetem genannt), wo die Nez Percé mehrere Jahrtausende lang Camas, also Essbare Prärielilien ernteten, steht heute unter Schutz, genauso wie die Grabungsstätte. Die von den Nez Percé Sa-w'ees-ne-ma / Séewi’snime genannte und heute als Musselshell Meadow bekannte weitere frühe Fundstätte befindet sich im Clearwater National Forest 16 km östlich von Weippe (’Oyayp – „Platz der vielen Bären“). Auf bis zu 2500 v. Chr. werden die Petroglyphen von der Buffalo Eddy site datiert, die sich rund 30 km südlich von Lewiston befinden.
James Mooney schätzte für die Zeit um 1780 die Zahl der Nez Percé auf 4.000. Es bestanden mindestens 27 Dörfer, von denen elf am Snake River – das größte war Hasotino Village (Hesutiin) –, zwischen der Mündung des Clearwater und des Imnaha River lagen. Drei weitere permanente Siedlungen lagen am Salmon River und seinen Nebenflüssen, sechs lagen im Gebiet des Wallowa-Tals, drei Dörfer lagen im östlichen Washington, zwischen Grande Ronde und Snake River.
Die Nez Percé betätigten sich als Zwischenhändler im Pazifischen Nordwesten zwischen den Flathead im Nordosten und den Gruppen am Columbia River (Xuyelp – „Großer Fluss“) im Süden und Westen, bis zu den Küsten-Salish am Pazifik (’Eteyekuus – „Großes Wasser“). Hingegen waren die Beziehungen zu Bannock und Shoshone im Süden sowie den Blackfeet im Nordosten weniger freundlich. Da sie um 1720 begannen, Pferde zu züchten, die ihnen weit ausgreifende Jagdzüge auf Bisons ermöglichten, dürfte in der daraus resultierenden Konkurrenz eine Konfliktursache mit den Blackfeet gelegen haben. Dies galt umso mehr, als die Bisons sich in der ersten Hälfte des 19. Jahrhunderts aus der Heimat der Nez Percé zurückzogen und die oftmals mit anderen Stämmen verbündeten Indianer ihnen über die Rocky Mountains auf die Nördlichen Plains in das „Büffelland“ (Khoo-sayn / Kuseyn) folgten, das war jedoch größtenteils Stammesland der Blackfeet und anderer feindlicher Plainsstämme.
Zugleich war dies die Ursache dafür, dass ein Teil des Stammes seine Lebensweise derjenigen der Plainsstämme annäherte, während die übrigen weiterhin überwiegend von Fisch (insbesondere Lachs) lebten. Neben diesen kulturellen Veränderungen änderte sich auch die Binnenorganisation. So war nun nicht mehr das jeweilige Dorf ein Machtzentrum für sich, sondern eine Versammlung von verdienstvollen Männern stimmte politische Entscheidungen nach dem Konsensprinzip ab. Die Grenze zwischen den verschieden lebenden Bands lag etwa am Lapwai Creek. Die Büffeljäger (Khoo-say-hu-tot-iqan / Kuseyhutotiqan) folgten meistens dem rund 160 km langen Lolo Trail (Khoo-say-ne-ise-kit) durch die Bitterroot Mountains (heute Highway 12).

### Pferde- und Pelzhandel, Briten und Amerikaner

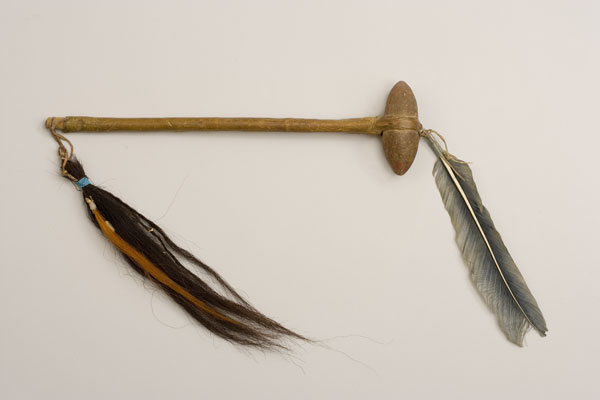
Kriegskeule aus dem 19. Jahrhundert

Diese Route benutzte auch die Expedition unter Leitung von Lewis und Clark (1804–1806). Sie schätzten die Nez Percé auf 6.000 Stammesmitglieder, womit sie die größte Gruppierung auf dem Plateau darstellten. Außerdem bemerkten sie bei ihnen britische und spanische Handelsgüter von der Pazifikküste. Prophezeiungen der Nez Percé hatten die Ankunft der Weißen angekündigt und betont, welch starke Auswirkungen dies auf ihre Kultur haben würde.
Ab 1811 standen sie in Kontakt mit weißen Händlern, ab 1813 besuchten sie regelmäßig den Handelsposten der North West Company am Oberen Columbia River. Im September 1812 hatte Donald Mackenzie für die konkurrierende Pacific Fur Company einen Handelsposten rund 12 km nördlich des späteren Lewiston gegründet. Doch gab es kaum Pelztiere wie Biber in der Region, der „Krieg von 1812“ zwischen den USA und Großbritannien behinderte seinen Handel, und so gab er im Mai 1813 auf.
Pferde- und Pelzhandel ließen die Nez Percé in der ersten Hälfte des 19. Jahrhunderts zwar relativ wohlhabend werden, Epidemien dezimierten sie aber auf etwa 1800 Individuen. 1827 schätzte sie ein Angestellter der Hudson’s Bay Company schon nur noch auf 1.450, doch hielt sich ihre Zahl nun weitgehend konstant, da sie ihre relativ isolierte Lage vor den schweren Pockenepidemien (etwa der von 1862) schützte. Auch vermischten sie sich erheblich weniger mit der weißen Bevölkerung, so dass noch 1950 608 Nez Percé nur indianische Vorfahren hatten.

### Missionare, William Craig
1831 reiste eine Delegation nach St. Louis, um das „Buch des weißen Mannes vom Himmel“ zu erlangen. Sie wandten sich dazu an Clark, einen der beiden Leiter der über 25 Jahre zurückliegenden Expedition. Der American Board of Commissioners for Foreign Missions reagierte sofort und entsandte 1832 einen ersten Missionar, einen Presbyterianer. Vom 29. November 1836 bis 1847 wohnten Presbyterianer-Missionare ständig bei Lapwai, ihr führender Kopf war Henry Harmon Spalding. Am Rande kam es zu Kontakten mit katholischen Missionaren. Eine erste Schule entstand bereits zwei Monate nach Ankunft der Missionare. Sie wurde von der Ehefrau Spaldings Eliza Spalding geleitet.
Im Dezember 1842 verhandelten die Stammesführer mit dem Indianeragenten Elijah White. Die Regierung zwang den Indianern die Gesetze der USA auf und untersagte Polygynie, Spielen, Heilrituale, Krieg, Raubritte sowie die meisten Zeremonien. Stattdessen führten sie die westliche Medizin ein, legten Gärten und Mühlen an, um die Nez Percé in der Nähe der Mission anzusiedeln, und sie zu Bauern zu machen. Sie brachten ihnen Lesen und Schreiben bei und erwarben eine Druckerpresse. 1839 entstand eine zweite Mission in Kamiah durch Asa Bower Smith, der vom 10. Mai 1839 bis zum 19. April 1841 blieb. Einer der ersten, die getauft wurden, war Old Joseph, der 1870 starb. Er war der Vater von Chief Joseph, der 1877 versuchte, seinen Stamm über die kanadische Grenze in Sicherheit zu bringen. Erst nach 1842 taucht erstmals ein Häuptling (chief headman) auf, der alle Nez Percé führte.
Der Einfluss der Presbyterianer fand mit dem Whitman-Massaker, bei dem 1847 Missionare im Walla Walla Valley ermordet wurden, ein abruptes Ende; erst Ende der 1850er Jahre nahmen sie ihre Arbeit bei den Nez Percé wieder auf. Spalding kehrte im September 1859 zurück und ging 1862 nach Lapwai. 1871 gründete er eine internatartige Schule, starb allerdings bereits am 3. August 1874. Er soll 900 Indianer getauft haben. Die Presbyterianer blieben bis 1940 die dominante Religion und eine wichtige politische Kraft.
1874 errichtete die katholische Konkurrenz eine Kirche, die Saint Joseph’s Mission (auch Slickpoo Mission genannt). Seit 1867 war hier der Jesuit Joseph M. Cataldo tätig. Er gründete später die Gonzaga University in Spokane. 1868 entstand eine Kapelle am Mission Creek, doch bestand sie nicht lange.
William Craig war der erste Weiße, der unter den Nez Percé leben durfte. Er war seit 1829 im Pelzhandel tätig, heiratete 1838 eine Nez-Percé-Frau und lebte ab 1840 bei der Lapwai-Gruppe. Als 1850 der Oregon Donation Land Act verabschiedet wurde, mit dem die Zwangsumsiedlung der küstennahen Indianer im seinerzeitigen Oregon Country begann, zu dem auch das Gebiet der Nez Percé gehörte, beantragte Craig Farmland im Umfang von 640 Acre, das ihm die Regierung zugestand. Obwohl dieses innerhalb des Reservats lag, vertrauten die Indianer dem Siedler und gestatteten ihm, zu bleiben.

### Goldsucher, Siedler und Missionare, Gebietsabtretungen
Um 1850 waren die Biber auf dem Plateau beinahe ausgerottet, so dass der Pelzhandel zum Erliegen kam. Stattdessen kamen ab 1860 Prospektoren in die Region, nachdem Gold im Reservat gefunden worden war. Die Stadt Lewiston entstand. Dabei kam es zu Auseinandersetzungen zwischen den Nez Percé und weißen Goldsuchern sowie Siedlern, die sich permanent dort niederließen. Die Indianer sahen sich gezwungen, in Verträgen von 1855 (dessen Inhalt sie in ihrer Sprache schriftlich festhielten), 1863 und 1868 beinahe ihr ganzes Land den Weißen zu überlassen. Ihr ausgedehntes traditionelles Gebiet wurde 1855 im Vertrag von Walla Walla von rund 11 Millionen auf 7.694.270 Acre reduziert.
Zugleich ging ein tiefer Riss durch die Gesellschaft, denn anti-amerikanische Traditionalisten und christlich-pro-amerikanische standen sich gegenüber. Erstere unterstützten Aufständische während der 1850er Jahre. Im Vertrag von Walla Walla sicherte die US-Regierung den Nez Percé 1855 das Land in einem definierten Gebiet als Reservat zu. Gemäß dem Vertrag durften sie sich aber auch außerhalb der Reservatsgrenzen aufhalten und dort nach Belieben jagen und fischen. Am 10. April 1861 reduzierte die Regierung jedoch die Reservatsfläche, indem sie den Nordteil, also das Gebiet nördlich des Snake und Clearwater River, auch für Weiße öffnete. In das Gebiet südlich dieser Linie wurde eine Armeeeinheit abkommandiert. Sie blieb von 1862 bis 1885 stationiert, Fort Lapwai steht heute unter Denkmalschutz im Rahmen des Nez Perce National Historical Park. Im Reservat entstand zugleich eine Indianeragentur, die Northern Idaho Indian Agency, die in Spalding ansässig war und 1904 nach Fort Lapwai verlegt wurde.
Am 9. Juni 1863, ratifiziert am 17. April 1867, wurde das Reservat drastisch auf 1.182,76 Quadratmeilen reduziert, also auf rund 760.000 Acre. Spätestens ab diesem Zeitpunkt vertiefte sich der Graben zwischen christlichen Nez Percé im Reservat und den nicht-christlichen außerhalb. Der Stamm gab das vom Indianeragenten aufgedrängte System des headman auf.
Ende der 1860er Jahre besaßen die Nez Percé einzig das stark verkleinerte Reservat im Wallowa Valley, und auch dieses Land wurde von weißen Siedlern begehrt. 1870 kehrten Missionare nach über zwanzig Jahren Abwesenheit zurück und reorganisierten die presbyterianische Mission gegen die Traditionalisten und die katholische Mission. Sie erhielten die Oberaufsicht über das Reservat. Old Joseph zerriss nach dreißig Jahren sein Neues Testament.
Am 16. Juni 1873 wurde ein Reservat im Wallowa Country eingerichtet, doch bereits am 10. Juni 1875 wieder aufgelöst. Dies verbitterte Old Josephs Sohn Young Joseph, der als Chief Joseph bekannt wurde.

### Widerstand, Chief Joseph
Chief Joseph, White Bird, Looking Glass und andere Häuptlinge waren bereit nachzugeben, doch junge Krieger waren nicht einverstanden und überfielen weiße Rancher. General Oliver Otis Howard wurde beauftragt, die Nez Percé dafür zu bestrafen. Es kam zum Nez-Percé-Krieg mit einem ersten Gefecht am 17. Juni 1877 auf dem White Bird Battlefield, knapp 25 km südlich von Grangeville. Angeführt von Chief Joseph zogen sich die Indianer durch das Gebiet des heutigen Yellowstone-Nationalparks in Richtung kanadischer Grenze zurück; von der Armee hart bedrängt. Auf dem rund 2900 km langen Marsch lieferten sie sich mehrere Gefechte mit der Armee. Kurz vor der Grenze mussten sich die letzten 450 verbliebenen Nez Percé ergeben. 375 von ihnen wurden nach Oklahoma deportiert. Die übrigen konnten nach Kanada fliehen. 1885 erhielten 118 Erwachsene Zugang zu einem Reservat im Bundesstaat Washington, dem Colville-Reservat. Einige von ihnen konvertierten zum Christentum und kehrten nach Idaho zurück.
Die christianisierten Nez Percé in Idaho passten sich deutlich der euro-amerikanischen Kultur an. Sie lancierten verschiedene Ökonomie- und Bildungsprogramme, die von der presbyterianischen Kirche unterstützt wurden.
1885 lag die offizielle Zahl der Stammesangehörigen bei 1.437. 1906 zählten die Nez Percé im Lapwai-Reservat 1.534 und jene im Colville-Reservat 83.
1895 trat der Dawes Act in Kraft, der das Reservatsland parzellierte und auf die Bewohner verteilte. Die Größe der einzelnen Parzellen wurde so festgelegt, dass über die Hälfte des Reservatslandes frei an Weiße verteilt wurde. Von der ursprünglichen Stammesfläche um 1800 von rund 50.000 km² blieben den Nez Percé bis 1975 gut 320 km² (80.000 Acre). Allein am 1. Mai 1893 waren von den 762.000 Acre 549.559 verloren gegangen.

## Heutige Situation

### Verfassung und Kompensationsklagen
Der Nez Perce Tribe of Idaho, Nez Perce Reservation, Idaho gab sich 1948 eine Verfassung, die am 2. und 30. April des Jahres von der Bundesregierung und dem Stamm ratifiziert wurde. Dabei wählt der General Council die Mitglieder in das führende Gremium, das Nez Perce Tribal Executive Committee.
Im Juli 1951 klagte der Stamm vor der Indian Claims Commission. Docket 175 rang um Wiedergutmachung für die Reduzierung des Stammesgebiets im Jahr 1855. Gleichzeitig klagten die Chief Joseph, Nez Percés of the Colville Reservation um Kompensationen aus demselben Anlass (Docket 180). Am 27. Februar 1953 wurden die Klagen als Docket 175 zusammengelegt. Am 25. August 1971 erhielten die beiden Gruppen eine Kompensation von 3.550.000 Dollar, wobei genau 86,5854 % an die Idaho-Kläger gingen. In einer weiteren Klage vom Juli 1951 (Docket 179) wandten sich die Confederated Tribes of the Colville im Namen der Colville Nez Percés gegen das Missmanagement des Bureau of Indian Affairs. Am 5. November 1968 klagte die Joseph-Gruppe in Idaho. Am 29. April 1970 bot das Gericht 119.071,78 Dollar an, wovon die Colville-Gruppe zwei Drittel, die Idaho-Gruppe ein Drittel erhielt. Letztere klagte im Alleingang wegen Missmanagements seit dem 30. Juni 1951. Als die Indian Claims Commission am 30. September 1978 aufgelöst wurde, ging der Fall an den Court of Claims. Schließlich war seit 1941 gegen die Auflösung des Gebiets im Wallowa Country, und damit die Zerstörung der Joseph-Gruppe geklagt worden. Zunächst abgewiesen, erhielten die beiden Gruppen am 31. Oktober 1974 einen Ausgleich. Von den 725.000 Dollar gingen 406.542,07 Dollar an die Colville-Gruppe, 318.457,93 an die in Idaho.
Docket 175-A wurde von Docket 175 abgetrennt und separat geurteilt. Für die knapp 7 Millionen Acre, die der Stamm 1863 hatte abtreten müssen, erhielten die Nez Percé am 17. Juni 1960 eine Entschädigung von 4.157.605,06 Dollar. Um die drastische Verkleinerung des Reservats von 1894 klagte der Stamm gleichfalls, ebenso wie um das von ihrem Land gestohlene Gold und die Verluste der Fischfangrechte.
1977, hundert Jahre nach der Niederlage Chief Josephs, erinnerte der Stamm in einer Feier auf dem Schlachtfeld von White Bird in Idaho an das Ereignis.

### Nez Perce National Historical Park
1965 wurde der Nez Perce National Historical Park eingerichtet. Dazu gehörten 24 historische Stätten, die sich im Norden von Zentral-Idaho befinden. Vier von ihnen wurden vom National Park Service verwaltet. 1992 kamen weitere 14 Stätten in den benachbarten Bundesstaaten Oregon, Washington und Montana hinzu.

### Rückkauf von Stammesgebieten und Wiederbelebung der Kultur
Seit 1980 versuchen die Nez Percé, Land zurückzukaufen. Bis 1998 stieg ihre Landfläche deshalb auf knapp 450 km² (110.000 Acres). 2005 kauften sie für 278.865 Dollar weitere rund 3,9 km² (962 Acre) ihres einstigen Landes im Wallowa Valley im Nordosten von Oregon zurück.
Nach dem Vertrag von 1855 dürfen die Nez Percé noch immer außerhalb ihres Reservats jagen und fischen, und zwar zwischen dem Columbia River im Westen, dem oberen Salmon River im Süden und der Grenze zu Montana im Osten. Ebenfalls haben sie ein Mitbestimmungsrecht an Bodenschätzen, Wasser und Waldwirtschaft in dem Gebiet, das sie zwischen 1855 und 1863 vertraglich abgetreten hatten.
Noch immer ist der Konflikt zwischen christlichen und nicht-christlichen Nez Percé spürbar. Seit den 1930er Jahren nimmt der Einfluss der Presbyterianer ab, stattdessen steigt der Einfluss der nicht-christlichen Nez Percé in der Reservation. Nach dem Zweiten Weltkrieg wurden alte Zeremonien wieder eingeführt, die 50 Jahre lang verboten waren.
Ihre traditionelle Stammessprache, das Niimiipuutímt, wurde 1997 noch von 100 bis 300 Personen gesprochen. Bis 1980 entwickelte der Linguist Haruo Aoki ein Wörterbuch und eine Grammatik der Sprache.
1985 wurden 2.015 Stammesangehörige gezählt, 1989 waren es bereits 2.455. Der US-Census von 2000 wies 6.535 Stammesangehörige aus, wovon bei 3.983 beide Elternteile Nez Percé waren.
Zur Wiederbelebung der Kultur gehört auch das 2006 zugesprochene Recht, nördlich des Yellowstone-Nationalparks in Teilen der Absaroka-Beartooth Wilderness wieder Büffel zu jagen.

## Häuptlinge und Krieger der Nez Percé

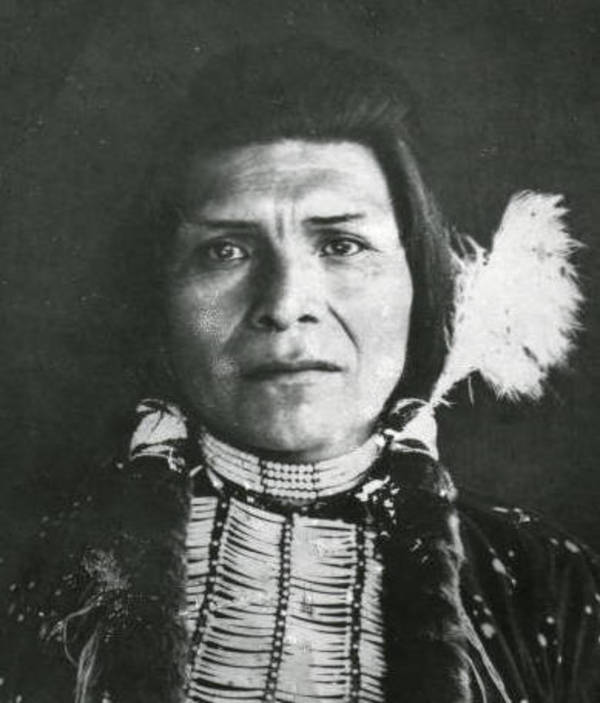
Peo Peo Tholekt (Landender Vogel), ein Krieger der Nez Percé

Alpowna (Alpowai) oder Alpowe'ma (Alpoweyma/Alpowamino) Band
- Tamootsin (besser bekannt als Chief Timothy, ca. *1808 – †1891): Führer der “treaty/Vertrags-Fraktion” der Alpowna (Alpowai) Band entlang des Snake River oberhalb vom heutigen Lewiston; war der erste getaufte Christ im Stamm, seine Frau Tamer war eine Schwester von Tuekakas (Old Chief Joseph), der am gleichen Tag getauft wurde wie Tamootsin. Tamootsin nahm nicht am Krieg von 1877 teil und starb 1891, sein Grab befindet sich in Clarkston, Asotin, Washington.[26]
- ’Apáswahayqt (Apash Wyakaikt, oftmals wiedergegeben als: Appushwahite – „Flint Necklace (Feuerstein-Halskette)“ oder Ippakness Wayhayken – „Looking Glass Around Neck (Spiegelglas um den Hals)“, besser bekannt als Chief Looking Glass the Elder): bekannter und einer der führenden Häuptlinge der Alpowna (Alpowai) Band, Vater von ’Elelímyeté’qenin („in den Wind gehüllt“), der später seinen Namen übernahm und zur Unterscheidung daher auch als Chief Looking Glass the Younger bezeichnet wurde. 1855 sagte er: „Ich will meine Jagd- und Fischereirechte an den üblichen und gewohnten Orten“.
- ’Elelímyeté’qenin (Háatyata’qanin’ meist wiedergegeben als Allalimya Takanin – „in den Wind gehüllt“, besser bekannt als Looking Glass oder Chief Looking Glass the Younger, ca. *1832 – † 5. Oktober 1877 in der Battle of Bear Paw): Sohn des berühmten Häuptlings namens ’Apáswahayqt („Flint Necklace“), da er dessen anderen Namen Ippakness Wayhayken („Looking Glass Around Neck“) übernahm, wurde der Vater daher nun als Chief Looking Glass the Elder bezeichnet. Häuptling der Siedlungen Asotin, Alpowa und Sapachesap entlang des Clearwater Rivers sowie führender Kriegshäuptling der “non-treaty-Fraktion” der Alpowna (Alpowai) Band, ursprünglich gegen einen Krieg mit den USA, die planten alle Nez Perce Bands in das neue reduzierte Reservat in Lapwai, Idaho, anzusiedeln, da sich sein Dorf mit etwa 140 Einwohnern bereits innerhalb der Reservatsgrenzen befand. General Oliver Otis Howard glaubte Gerüchten, dass Looking Glass sich den Nez Perce unter Führung von Chief Joseph und Ollokot anschließen wollte (die sich dem Umzug widersetzten) und entsandte Captain Stephen Whipple mit 66 Soldaten, um Looking Glass festzunehmen. Als die Soldaten ankamen wurde zufällig ein Schuss von einer Partei abgefeuert, nun eröffneten die Soldaten mit Gatling-Repetiergeschützenen das Feuer auf das Dorf. Looking Glass und der größte Teil seiner Leute entkamen, aber das Dorf und die Vorräte wurden von den Soldaten zerstört. Nach dem Angriff schloss sich Looking Glass nun tatsächlich der “non-treaty-Fraktion” an und überzeugte die anderen Häuptlinge, über die Bitterroot Mountains nach Osten Zuflucht bei den Absarokee (Crow) in Montana zu suchen (Er betrachtete sie als Freunde, da er ihnen 1874 geholfen hatte die Dakota-Sioux 1874 in einer Schlacht zu besiegen). So begann die dreimonatige 2.300 km (1.400 Meilen) lange erkämpfte Flucht (begleitet von siegreichen Schlachten bzw. taktisch hervorragenden Rückzugsgefechten). Aufgrund seiner Erfahrung wurde Looking Glass zum militärischen Führer aller Bands; sein Ansehen wurde jedoch geschmälert, als er zuließ, dass die Nez Percé in der Battle of the Big Hole von der US-Armee überrascht wurden und hohe Verluste erlitten (ca. 70–90 Tote, darunter ca. 30 Krieger; die US-Armee verlor 23 Soldaten und sechs Zivilisten, weitere 40 waren verwundet). Als die Absarokee (Crow) aus Furcht vor Vergeltungsmaßnahmen des US-Militärs weigerten ihnen Zuflucht zu gewähren, wandten sie sich nach Norden und versuchten sich in Kanada in Sicherheit zu bringe. Jedoch umzingelte die US-Armee in den Bear Paw Mountains am 29. September 1877 ca. 40 Meilen (64 km) vor Kanada die Nez Percé und nach der fünftägigen Battle of Bear Paw schlug Chief Joseph die Kapitulation vor (die Nez Percé verloren unter anderem auch Toohoolhoolzote und Josephs Bruder Ollokot). White Bird und Looking Glass jedoch versuchten mit ihren Bands auszubrechen, um in Kanada sich dem Lakota bzw. Teton-Sioux-Häuptling Sitting Bull anzuschließen. White Bird und 150 Nez Percé hatten Erfolg, aber Looking Glass wurde von einem Cheyenne-Indianerscout getötet, der bei der Armee angestellt war.
- Koolkool Snehee (Salish: „Rote Eule“, daher meist als Red Owl bekannt): Kriegshäuptling und Anführer einer Lokalgruppe der “non-treaty-Fraktion” der Alpowna (Alpowai) Band.
- Piyopyóot’alikt (besser bekannt als Peo Peo Tholekt – „Bird Alightning“ oder „White Swan/Goose Alighting“, auch: Keets-soo Too-lee-kah-cine – „Goldene Feder“, *ca. 1800? nahe Lapwai, Idaho – †): Sohn von Peo peo Iy-iy-tomin („? Pelikan/Gans“) und (W)Ah-um-not, der Schwester von Chief Joseph. ein hervorragender Nez Percé-Krieger, der mit Auszeichnung in jeder Schlacht des Nez-Percé-Krieges kämpfte, verwundet in der Battle of Camas Creek, wurde später Häuptling der Alpowna (Alpowai) Band.

Kămiăhpu (Kimmooenim) Band
- Hallalhotsoot (Hal-hal-tlos-tsot, besser bekannt auf Grund seiner Redekunst unter seinem Spitznamen Lawyer oder Chief Lawyer, ca. *1796 – † 3. Januar 1876): Sohn einer Salish-sprachigen Flathead und Häuptling Walammottinin („Hair or Forelock Bunched and Tied“, besser bekannt als „Twisted Hair“), dem Nez Percé, der Lewis und Clark im Herbst 1805 willkommen hieß und Freundschaft schloss; diese positive Erfahrung seines Vaters beeinflusste ihn stark, Häuptling der Bands im Stites-Kamiah-Gebiet und Führer der “treaty-Fraktion” der Nez Percé, unterzeichnete den Walla Walla Treaty von 1855. Bereits 1832 hatte er die US-Armee im Kampf gegen feindliche Ni-tsi-ta-pi-ksi (Blackfoot) unterstützt, auch im Coeur d'Alene-Krieg von 1858 verstärkte er mit seinen Nez Percé-Scouts eine US-Armee von 600 Soldaten unter Colonel George Wright und besiegte am 1. September 1858 in der Battle of Four Lakes die verbündeten Indianer (bestehend aus: Skitswish/Schitsu'umsh („Coeur d'Alene“), Ql̓ispé („Pend d’Oreille“), Sqeliz („Spokane“), den Palouse und Numa/Numu („Nördliche Paiute“)). Von den Amerikanern wurde er als verlässlicher Partner zum Oberhäuptling aller Nez Percé proklamiert, verlor danach immer mehr das Vertrauen der anderen Bands, so dass bald Tuekakas (Old Chief Joseph) die Position des führenden Häuptlings in den Verhandlungen übernahm.

Lamtáma (Lamátta) oder Lamatama Band
- Xáxaac ’ilp’ilp (meist wiedergegeben als Hohots Ilppilp – Red (Grizzly) Bear[27], auf Grund seiner im Kampf erworbenen Kampfwunden später als ’Ilexni ’éewteesin’, Ehlexni Ehtashin – „Viele Wunden“ bekannt, von den Amerikanern meist als Many Wounds oder als Bloody Chief bezeichnet, *ca. 17?? – †kurz nach 1842): bedeutender durch seinen Mut und seine Kriegstaten weit unter den benachbarten Stämmen bekannter und auch gefürchteter Häuptling. Er trug 80 verschiedene Narben, die er in Konflikten mit feindlichen Stämmen (zumeist Shoshone, Bannock und Blackfoot) erhalten hatte (vergleichbar mit Oglala-Häuptling Red Cloud, der ebenfalls 80 Coups für persönlicher Tapferkeit im Kampf verbuchen konnte). Wahrscheinlich war er der Anführer der Nipihama (Nipĕhĕmă) Band; traf zusammen mit Häuptling Walammottinin („Twisted Hair“) (dem Vater des späteren Häuptlings Hallalhotsoot/Hal-hal-tlos-tsot (Chief Lawyer)), Häuptling Yoom-park-kar-tim („Five Big Hears“) und Häuptling We-ark-koomt/Apash Wyakaikt („Flint Necklace (Feuerstein-Halskette)“) (Großvater und Vater der Häuptlinge Chief Looking Glass the Elder und Chief Looking Glass the Younger desselben ererbten Namens) Meriwether Lewis und William Clark während der berühmten Lewis-und-Clark-Expedition (1804 bis 1806), zuletzt erwähnt bei den Verhandlungen durch den Missionar und Indianeragenten, Dr. Elijah White (1806–1879), als dieser 1842 versuchte zwischen Siedlern und Nez Percé ein friedliches Auskommen zu verhandeln; sein gleichnamiger Sohn Häuptling „Red Grizzly Bear“, war einer der Unterzeichner des Treaty of Walla Walla von 1855, sein Name wurde dort „Ha-ha Still-pilp“ geschrieben.
- Tipiyelehne Ka Awpo (Tipyahlanah Ka-ou-pu – „Eagle from the Light“, „Eagle from the Light“, „Eagle of Delight“[28], daher meist im Englischen als Eagle from the Light bezeichnet),[29] Häuptling der non-treaty Lamátta Band, zog oft zusammen mit Looking Glass’ Alpowai Band zur Büffeljagd ostwärts über die Bitterroot Mountains, nahm 1855 am Walla Walla Council teil und unterstützte die “non-treaty-Fraktion” während des Lapwai Council, weigerte sich die Verträge von 1855 und 1866 zu unterzeichnen, verließ 1875 mit einem Teil der Lamátta Band seine Heimat und schloss sich den Shoshone unter Häuptling Eagle’s Eye im Weiser County (Montana) an, die Führung der am Snake River zurückgebliebenen Lamátta übernahm der alte Häuptling White Bird. Wegen der zu großen Entfernung nahm Eagle From the Light nicht am Krieg von 1877 teil.
- Piyóopiyo x̣ayx̣áyx̣ (Piyoop’yoo xayxayx, meist als Peo peo Hih Hih wiedergegeben; korrekter jedoch: Peopeo Kiskiok Hihih – „Weiße Gans“, im Englischen besser bekannt als White Bird („Weißer Vogel“) oder White Pelican („Weißer Pelikan“), *? – ermordet 1892): Häuptling, Kriegshäuptling und tooat (Medizinmann und Prophet) von der “non-treaty-Fraktion” Lamátta (Lamtáama, Lam'tama) Band entkam mit ca. 120 Nez Percé noch vor der Kapitulation nach Kanada, schlug sein Lager bei den Lakota Sitting Bulls auf. Einige wenige Familien, darunter White Bird, blieben in Kanada, selbst dann, als Sitting Bull sowie die meisten Nez Percé wieder in die USA zurückgekehrt waren.
- Cúuɫim maqsmáqs (Chuslum Moxmox – vermutlich aus dem Salish, besser bekannt als Yellow Bull): Kriegshäuptling der non-treaty Lamátta (Lamtáama, Lam'tama) Band.
- Wacamyos (Wahchumyus- „Regenbogen“, daher im Englischen bekannt als Rainbow): Kriegshäuptling der non-treaty Lamátta (Lamtáama, Lam'tama) Band, während der Battle of Big Hole getötet.

Wallowa (Willewah) Band oder Walwáma (Walwáama) Band
- Tuekakas (Ta-weet Tu-eka-kas – „(Ältester) Grizzly“ oder Tiwi-teqis – „Erfahrener Krieger“, besser bekannt als Old Chief Joseph oder Joseph the Elder, ca. *1785 – †1871): Häuptling der Wallowa Band und einer der ersten Konvertiten zum Christentum der Nez Percé sowie ein Verfechter des frühen Friedens mit den Weißen, war der mütterliche Halbbruder von Five Crows, dem Oberhäuptling der Cayuse (der zudem Schwager von Piupiumaksmaks/Peopeomoxmox, dem Oberhäuptling der Walla Walla war). Vater von Chief Joseph (daher wurde dieser auch bekannt als Young Joseph) und Ollokot.
- Hinmatóoyalahtq'it (Hinmaton-Yalaktit, Hinmuuttu-yalatlat, Hin-mah-too-yah-lat-kekt, meist wiedergegeben als Heinmot Tooyalakekt – „Donner der zu höheren Gebieten wandert“ oder „Donner rollt über die Berge“, besser bekannt als Chief Joseph, in seiner Jugend als Young Joseph oder Joseph the Younger, * 3. März 1840 – † 21. September 1904): Sohn von Tuekakas/Old Chief Joseph und Khapkhaponimi, Geschwister: Sousouquee (älterer Bruder), Ollokot (jüngerer Bruder) und vier Schwestern, bekanntester Häuptling der Nez Percé, folgte seinem Vater Tuekakas/Old Chief Joseph als Häuptling der Wallowa Band (wurde daher auch Young Joseph genannt), führte zusammen unter der militärischen Führung seines jüngeren Bruders Ollokot, mehrere non-treaty Nez Percé sowie zwei Gruppen der Palus (auch Palouse genannt) im Nez-Percé-Krieg.
- ’Álok'at (Ollikut, besser bekannt als Ollokot – „Frosch“, ca. *1840 – † 30. September 1877 in der Battle of Bear Paw): ursprünglich ein großer Fürsprecher für ein friedliches Miteinander, begleitete seinen Vater und seinen älteren Bruder, Chief Joseph, zu den Vertragsverhandlungen zwischen den USA und Nez Percé in den Jahren 1855 und 1863. Wird als groß, anmutig, intelligent, lebenslustig und zugleich als bedeutender Jäger und Krieger beschrieben; als Kriegshäuptling der “non-treaty-Fraktion” der Wallowa (Willewah) Band war er – und nicht Chief Joseph – zusammen mit den anderen militärischen Führern für die Strategie, Taktik und Organisation während des Krieges verantwortlich, wurde am ersten Tag der „Battle of Bear Paw“ am Snake Creek, der letzten Schlacht mit der US-Armee, getötet.
- Himíin maqsmáqs (Hîmiin maqs maqs), meist wiedergegeben als He–Mene Mox Mox oder Hemene Moxmox – „Gelber Wolf“ – daher meist bekannt als Yellow Wolf, sein wahrer und unter den Nez Percé üblicher Name war jedoch Heinmot Hihhih – „Weißer Donner“ bzw. „Weißer Blitz“, ein weiterer Kriegsname lautete Pahkar Tamkikeechet bzw. Paxaat Tamkikeechet – „Five Times Looking Through“, „Fifteen Lightnings“ – „Fünfzehn Blitze“[30], ca. *1855 im Wallowa Valley, Oregon – †ca. 21. August 1935 auf der Colville Indian Reservation): Sohn von Seekumses Kunnin/Sikem Ciicqan (Horse Blanket) und Yiyik Wasumwah(m) (Swans Lighting on Water), einer Schwester (oder Cousine von Chief Joseph, seine erste Frau war Pe-Tol-Von-Nan-Ick (Helen genannt), seine zweite Frau Ayatootonmi (Little Mountain Woman), hatte mehrere Kinder. Er war ein berühmter unerschrockener Krieger der “non-treaty-Fraktion” der Wallowa Band, kämpfte im Nez-Percé-Krieg von 1877. Konnte während der Battle of Bear Paw erfolgreich mit mehreren Nez Percé die feindlichen Linien durchbrechen und nach Kanada zu den Lakota-Sioux flüchten, kehrte jedoch nach Idaho zurück, wurde verhaftet und ins Indianerterritorium deportiert. 1885 durfte er zusammen mit anderen Nez Percé nach Norden zurückkehren und wurde als Nez Percé of Chief Joseph's Band im Gebiet der heutigen Kleinstadt Nespelem Teil der zwölf assoziierten Stämme der Colville Indian Reservation.

Pikunan (Pikunin) oder Pikhininmu Band
- Tuxúulxulc’ut (Tuhúulhulc’ut, Too-hul-hul-sote, meist wiedergegeben als Toohoolhoolzote, Transliteration aus dem Salish Tukulkulcúᐧt für „Antilope“ oder „Roter Berg“, ca. *1820er – † 30. September 1877 in der Battle of Bear Paw): Häuptling und tooat (Medizinmann und Prophet) von der “non-treaty-Fraktion” Pikunan Band, als Anhänger der Waashat Religion trat er zuerst für Frieden ein und wurde von den anderen Häuptlingen zum Sprecher bei den Vertragsverhandlungen gewählt, lieferte sich ein hitziges Wortgefecht mit General Howard und wurde dann von diesem ins Gefängnis geworfen (dieses Ereignis war einer der Auslöser des Nez-Percé-Kriegs), führte im Krieg zusammen mit den anderen militärischen Führen die Krieger während der Flucht vor der US-Armee, starb während der Battle of Bear Paw.

weitere bekannte Krieger
- Wottolen („Hair Combed Over Eyes“ – „Über die Augen gekämmtes Haar“): Enkel des berühmten Häuptlings Xáxaac ’ilp’ilp/Hohots Ilppilp („Red (Grizzly) Bear“) und Vater des Kriegers und Scouts auf Seiten der US-Armee ’Ilexni ’éewteesin’/Ehlexni Ehtashin (“Many Wounds”), äußerst berühmter Krieger und tooat (Medizinmann und Prophet); in einer Vision sah er den Snake Creek rot gefärbt durch das Blut von US-Soldaten und Nez-Percé, aber sein Traum wurde nicht ernst genommen, da einige Krieger am Tag zuvor bei einem Erkundungsritt keine Anzeichen von Soldaten gesehen hatten, sogar mehrere Kriegsführer wie Looking Glass fühlten sich in der Region sicher. Am nächsten Tag wurden die Nez-Percé überraschend angegriffen und mussten viele Todesopfer verzeichnen. Wottolen wurde bei Camas Meadows verwundet und wollte sich nicht mit Chief Joseph bei Bear’s Paw ergeben, also entschied er sich, nach Kanada zu fliehen, wo er und einige andere Nez-Percé in einem Sioux-Dorf von Sitting Bull Zuflucht finden.
- Pahkatos Owyeen („Fünf Wunden“, daher im Englischen bekannt als Five Wounds): Sohn des tooat (Medizinmann und Prophet) sowie äußert berühmten Kriegers Wottolen. Begleitete seinen Vater im Krieg und wurde einer der berühmtesten Nez-Percé-Krieger, verwundet in der Battle of the Clearwater und getötet in der Battle of the Big Hole.
- ’Ilexni ’éewteesin’ (Ehlexni Ehtashin – „Viele Wunden“, daher meist als Many Wounds bekannt, später Sam Lott): Sohn des tooat (Medizinmann und Prophet) Wottolen („Hair Combed Over Eyes“), erbte und übernahm den Kriegsnamen seines Urgroßvaters, des durch seine Tapferkeit berühmten Xáxaac ’ilp’ilp/Hohots Ilppilp („Red (Grizzly) Bear“) bzw. „Bloody Chief“.
- Wewúkye wasa’aw (keine Übersetzung bekannt, auch Lean Elk – „Schlanker Elch“, sein Geburtsname war Joe Hale, weitere Spitznamen waren Little Tobacco, Hototo und Nez Perces Joe; am besten bekannt war er jedoch als Poker Joe[31], *ca. 18?? – †1877): Krieger und Unterhäuptling von franko-kanadischer und Nez Perce-Herkunft, wurde nach der verlustreichen Battle of the Big Hole (und der Abberufung von Looking Glass) zum obersten militärischen Anführer und Kundschafter gewählt, wurde für einen Cheyenne- oder Lakota-Scout gehalten und wurde in der Battle of Bear Paw in Montana versehentlich von einem Nez Percé getötet.

## Bands der Nez Percé
Die Nez Percé waren in Bands (Gruppen) organisiert. Diese bestanden aus mehreren Siedlungen und waren meist nach der größten oder politisch-kulturell einflussreichsten Siedlung benannt. Als im frühen 19. Jahrhundert immer mehr Siedler ins Territorium der Nez Percé vordrangen, hatten diese sich zur besseren Verteidigung gegen feindliche Plains- und Great Basin-Stämme sowie zur Organisation der jährlichen Bisonjagd im Feindesland in vier regionale Großgruppen organisiert: Die Bands entlang des Clearwater River (Koos-Koos-Kai-Kai) (‘clear water’, dt. „klares Wasser“), die ihr Zentrum im Gebiet des heutigen Kamiah im Kamiah Valley hatten, die großen Bands südlich rund um das heutige Lapwai, weitere entlang des Lower Snake River sowie isoliertere im Salmon-Wallowa-River-Gebiet. Von anderen Autoren werden neben Kamiah und Lapwai auch der Zusammenfluss von Grand Ronde River und Snake River sowie die Alpoway Region südlich der heutigen Städte Lewiston und Clarkston entlang des Snake River als Zentren genannt.
Die einzelnen Siedlungen einer Band entsandten Obleute in einen Stammesrat, der die politische Verantwortung trug. Durch Überzeugungskraft, Prestige, Wohlstand und Kriegsglück hervortretende Mitglieder desselben vertraten als Häuptlinge (band leaders) die politischen Interessen der Band gegenüber Außenstehenden. Die genannten vier Großgruppen hatten jedoch keine gemeinsame politische Organisation oder Führung; auch erkannten die Nez Percé keinen Oberhäuptling an.
Da die einwandernden Siedler für jede Band einen einzelnen Ansprechpartner suchten, benannten sie eine Band nach ihrem bekanntesten Anführer, ohne die indianischen Bezeichnungen nach Ortsnamen, mythischen oder geschichtlichen Ereignissen zu berücksichtigen. Beispiele hierfür sind: White Bird’s band (eigentlich: Lamtáma (Lamátta) Band), Joseph’s band (eigentlich: Wallowa Band), Looking Glass’ band (eigentlich: non-treaty Alpowna (Alpowai) Band) oder Timothy’s band (eigentlich: treaty Alpowna (Alpowai) Band) usw.
Almotipu Band
Ihre Stammesgebiete lagen im nördlichen Grenzgebiet von Oregon und Idaho entlang des Snake River im Hells Canyon (tiefste Schlucht in Nordamerika, tiefer als der Grand Canyon) bis ca. 130 km (80 Meilen) südlich des heutigen Lewiston (Simiinekem) („Zusammenfluss von zwei Flüssen“, da hier der Clearwater in den Snake River mündet), in den Wallowa Mountains sowie in den Seven Devils Mountains. Ihre Fisch- und Jagdgründe wurden auch von den direkt im Westen wohnenden Pelloatpallah Band (die „Palus (eigentliche) Palus Band“ und „Wawawai Band“ der Upper Palus (Palouse)) genutzt, die auf Grund vieler Mischehen zweisprachige Palus-Nez-Percé Bands bildeten.
mehrere kleinere meist nach Siedlungen oder Flüssen benannte Bands werden zu ihnen gezählt:
- die Nuksiwepu Band
- die Palótpu Band (ihr Dorf Palót – ca. 2 bis 3 Meilen oberhalb Sáhatp – lag am Nordufer des Snake River)
- die Pinewewewixpu (Pinăwăwipu) Band (ihr Dorf Pinăwăwi befand sich am Penawawa Creek)
- die Sahatpu (Sáhatpu) Band (ihr Dorf Sáhatp lag am Nordufer des Snake River, oberhalb von Wawáwih)
- die Siminekempu (Shimínĕkĕmpu) Band (ihr Dorf Shimínĕkĕm – „Zusammenfluss“ bzw. „Flussgabelung“ – lag im Gebiet des heutigen Lewiston)
- die Tokalatoinu (Tukálatuinu) Band (entlang des Tucannon River (Took-kahl-la-toin), einem Nebenfluss des Snake River)
- die Wawawipu Band (ihr Dorf Wawáwih lag am Wawawai Creek, einem Nebenfluss des Snake River).

Alpowna (Alpowai) („Volk des Alpaha (Alpowa) Creek“) oder Alpowe'ma (Alpoweyma/Alpowamino) Band („Volk von ’Al’pawawaii, d. h. Clarkston, Washington“)
Ihre Stammesgebiete lagen im Osten von Washington und im Idaho Panhandle entlang des South und Middle Fork des Clearwater River flussabwärts bis südlich der heutigen Stadt Lewiston; zudem waren sie oft östlich der Bitterroot Mountains und entlang des Yellowstone River in Montana anzutreffen. Ihr Hauptversammlungsort und einer der wichtigsten Fischgründe war das Gebiet des heutigen Kooskia (Leewikees). Ihre Fisch- und Jagdgründe wurden auch von der direkt westlich wohnenden Wawawai Band der Upper Palus (Palouse) genutzt, die auf Grund vieler Mischehen eine zweisprachige Palus-Nez-Percé Band bildeten. Sie waren die drittgrößte Nez Percé Band. Ihr Stammesgebiet stellte eines der vier Zentren für die regionalen Großgruppen der Nez Percé dar.
mehrere kleinere meist nach Siedlungen oder Flüssen benannte Bands werden zu ihnen gezählt:
- die Alpowa Band (die größte und bedeutendste, entlang des Alpaha (Alpowa) Creek, einem kleinen Nebenfluss des Clearwater), westlich von Clarkston, Washington (’Al’pawawaii = „Ort einer Pflanze namens Ahl-pa-ha“)
- die Tsokolaikiinma Band (zwischen Lewiston und Alpowa Creek)
- die Hasotino (Hăsotōinu) Band (ihre Siedlung Hasutin / Hăsotōin war ein wichtiger Fischgrund am Asotin Creek (Héesutine – „Aalfluss“) am Snake River im Nez Perce County, Idaho, direkt gegenüber der heutigen Stadt Asotin im gleichnamigen County, Washington)

- die Heswéiwewipu/Hăsweiwăwihpu Lokalgruppe (ihr Dorf Hăsweiwăwih lag ebenfalls gegenüber Asotin, entlang eines kleinen Bachs, dessen Oberlauf Heswé/Hăsiwĕ genannt wurde)
- die Anatōinnu Lokalgruppe (ihr Dorf Ánatōin lag an der Einmündung des Mill Creek in den Snake River)

- die Sapachesap Band
- die Witkispu Band (ca. 5 km (3 Meilen) unterhalb des Alpowa Creek, entlang des Ostufers des Snake River)
- die Sálwepu Band (am Middle Fork des Clearwater River, ca. 8 km (5 Meilen) oberhalb des heutigen Kooskia, Idaho)

Assuti Band („Volk des Assuti Creek“)
Sie lebten entlang des gleichnamigen Assuti Creek in Idaho, schlossen sich Joseph 1877 im Krieg an.
Atskaaiwawipu (Asahkaiowaipu) Band („Volk am Zusammenfluss / an der Flussmündung, d. h. von Ahsahka“)
Ihre Stammesgebiete im Nordwesten von Idaho erstreckten sich von ihrer Wintersiedlung Ahsahka / ’Asaqa („Flussmündung“ oder „Zusammenfluss“) bis zu den Salmon River Mountains entlang des Northern Fork bis zu dessen Mündung in den Clearwater River; zudem jagten sie manchmal nahe Peck im Territorium der Painima Band, Ihr Hauptversammlungsort und ein wichtiger Fischgrund war Bruce Eddy im Clearwater County, dieser konnte jedoch auf Einladung von benachbarten Bands gemeinsam genutzt werden: der Tewepu Band (die enge Verwandte waren), der Ilasotino (Hasotino) Band, der Nipihama (Nipĕhĕmă) Band, der Alpowna (Alpowai) Band sowie den Matalaimo („Leute weiter flussaufwärts“, ein Sammelbegriff für Bands, die rund um Kamiah ihr Zentrum hatten).
Hatweme (Hatwēme) Band oder Hatwai (Héetwey) Band („Volk des Hatweh Creek“)
Sie lebten entlang des Hatweh Creek, einem Nebenfluss des Clearwater River, ca. vier bis fünf Meilen östlich von Lewiston.
Hinsepu Band
Sie lebten in der Nähe des heutigen Hansen’s Ferry entlang des Grande Ronde River in Oregon.
Kămiăhpu (Kimmooenim) Band („Volk von Kămiăhp“, „Volk vom Ort der vielen Netz/Pferdestrickwürfe, d. h. von Kamiah“)
Ihr Stammesgebiet befand sich im Kamiah Valley im Norden Idahos, das nach ihrem Hauptdorf Kămiăhp („viele Netzwürfe (Fischfang)“ und „viele Pferdestrickwürfe (Pferdezucht)“) am Südufer des Clearwater River und der Einmündung des Lawyer Creek in der Nähe des heutigen Kamiah benannt wurde. Sie nutzten ebenfalls die wichtigen Fischgründe bei Bruce Eddy der eng verwandten benachbarten Atskaaiwawipu (Asahkaiowaipu) Band, die alle Bands rund um Kamiah als Matalaimo („Leute weiter flussaufwärts“) bezeichnete. Andere Nez Perce Bands nutzten oftmals die Sammelbezeichnung Uyame oder Uyămă. Ihr Stammesgebiet stellte eines der vier Zentren für die regionalen Großgruppen der Nez Percé dar.
mehrere kleinere meist nach Siedlungen oder Flüssen benannte Bands werden zu ihnen gezählt:
- die Kămiăhpu (Kimmooenim) Band (war die größte und bedeutendste Band im Kamiah Valley)
- die Tewepu Band (an der Mündung des Orofino Creek in den Clearwater River an der Stelle der Stadt Orofino (Téewe))
- die Tuke'liklikespu (Tukē'lĭklĭkespu) Band (in der Nähe von Big Eddy am Nordufer des Clearwater River, einige Meilen flussaufwärts von Orofino)
- die Pipu'inimu Band (am Big Canyon Creek in der Camas Prairie, der nördlich des heutigen Peck in den Clearwater River mündet; sie waren daher direkte Nachbarn der südlichen Painima Band)
- die Painima Band (nahe dem heutigen Peck (Pipyuuninma) am Clearwater River im Nez Perce County)

Kannah (Kam'nakka) Band („Volk von Kannah (am Clearwater River)“)
Sie lebten in der Nähe der heutigen gleichnamigen Stadt am Clearwater River in Idaho.
Lamtáma (Lamátta) Band oder Lamatama Band („Volk in einem Gebiet mit wenig Schnee, d. h. im Lamtáma (Lamátta)-Gebiet“)
Ihr Stammesgebiet lag zwischen den Territorien der Alpowai Band im Norden und flussabwärts im Nordwesten der Pikunan (Pikunin) Band und erstreckte sich im Norden des Idaho Panhandle entlang des Upper Salmon River sowie einem seiner Nebenflüsse, dem White Bird Creek, bis zum Snake River und den Clearwater Mountains im Südwesten, zudem zählte der namensgebende White Bird Canyon (Lamtáma / Lamátta) („Gebiet mit wenig Schnee“) und die Camas Prairie ebenfalls dazu. Der Bandname sowie des gesamten Stammesgebiets als Lamtáma (Lamátta) („Gebiet mit wenig Schnee“) bezieht sich auf die hervorragenden klimatischen Verhältnisse, die besonders für die Pferdezucht geeignet waren. Sie waren die zweitgrößte Nez Percé Band.
mehrere kleinere meist nach Siedlungen oder Flüssen benannte Bands werden zu ihnen gezählt:
- die Lamtáma (Lamátta) Band (war die größte und bedeutendste und bewohnte den namensgebenden White Bird Canyon)
- die Esnime (Iyăsnimă) Band (entlang des Slate Creek (Iyeesnime) und Upper Salmon River)
- die Nipihama (Nipĕhĕmă) Band (vom Lower Salmon River bis zum White Bird Creek)
- die Tamanmu Band (ihre Siedlung Tamanma befand sich an der Mündung des Salmon River (Naco’x kuus) („Königslachs Wasser“))

Lapwai (Lapwēme) Band („Volk vom Ort der Schmetterlinge, d. h. von Lapwai“)
Ihre Stammesgebiete erstreckten sich im Nordwesten von Idaho entlang des Sweetwater Creek und Lapwai Creeks bis zu dessen Mündung in den Clearwater River beim heutigen Spalding. Eine ihrer traditionellen Siedlungen (sowie ein wichtiger Versammlungsplatz für benachbarte Bands) befand sich an der Stelle des heutigen Lapwai (Thlap-Thlap / Léepwey) („Ort der Schmetterlinge“), dem Stammes- und Verwaltungszentrum des Nez Percé Tribe of Idaho. Ihr Stammesgebiet stellte eines der vier Zentren für die regionalen Großgruppen der Nez Percé dar.
Mákapu Band („Volk von Máka/Maaqa entlang des Cottonwood Creek“ (vormals: Maka Creek))
Ihr Dorf Máka / Maaqa lag am Cottonwood Creek (vormals: Maka Creek) im Nez Perce County, einem Nebenfluss des Clearwater River, Idaho.
Pikunan (Pikunin) Band oder Pikhininmu Band („Volk des Snake River“)
Ihr Stammesgebiet umfasste die weite Bergwildnis zwischen dem Snake River im Süden und dem Lower Salmon River im Norden bis zu dessen Mündung in den Snake River, waren direkte Nachbarn der Wallowa (Willewah) Band am gegenüberliegenden Ufer des Snake River im Westen sowie der weiter südöstlich von ihnen lebenden Lamtáma (Lamátta) Band. Sie könnten als Büffeljäger eingestuft werden, jedoch waren sie zugleich wahre Bergbewohner, manchmal auch als Snake River tribe bezeichnet.
Saiksaikinpu Band
Sie lebten entlang des Oberlaufs des South Forks Clearwater River; ihre direkten Nachbarn flussabwärts war die Tukpame Band.
Saxsano Band
Sie lebten ca. 6 km (4 Meilen) oberhalb des heutigen Asotin City, Washington, entlang des Ostufers des Snake River.
Taksehepu Band („Volk von Tukeespe/Tu-kehs-pa APS, d. h. von Agatha“)
Sie lebten in der Nähe der heutigen Geisterstadt Agatha (tukeespe / tu-kehs-pa APS) am Nordufer des Clearwater River, einige Meilen östlich von Big Eddy.
Tukpame Band
Sie lebten entlang des Unterlaufs des South Fork Clearwater River; ihre direkten Nachbarn flussaufwärts war die Saiksaikinpu Band.
Wallowa (Willewah) Band („Volk des Grand Ronde River“) oder Walwáma (Walwáama) Band („Volk des Wallowa River“)
Ihre Stammesgebiete lagen im Nordosten Oregons, Nordwesten Idahos und Süden Washingtons, die Flusstäler des Imnaha River, des Minam River und des Wallowa River (Wal’awa – „der sich windende Fluss“) waren ihr Stammeszentrum. Ihr Territorium reichte jedoch bis zu den Blue Mountains (bereits von den Cayuse beansprucht) im Westen, in die Wallowa Mountains (Wal’wáamaxs) im Südwesten, im Norden und Nordwesten beide Ufer des Grand Ronde River (Waliwa / Willewah) und dessen Mündung in den Snake River sowie im Osten fast bis zum Snake River. Das Gebiet war weithin als hervorragend bekanntes Weidegebiet für große Pferdeherden bekannt und wurde daher auch von der benachbarten und verwandten Weyiiletpuu (Wailetpu) Band (den Cayuse die ebenfalls große Pferdezüchter waren) oftmals genutzt. Von anderen Nez Percé Bands wurden sie oft unter der Sammelbezeichnung Kămúinnu oder Qéemuynu („Volk des Quamash oder Indian Hemp“) zusammengefasst, zugleich waren sie die größte Nez Percé Band. Ihr Stammesgebiet stellte eines der vier Zentren für die regionalen Großgruppen der Nez Percé dar; nun größtenteils Teil der Confederated Tribes of the Colville Reservation in Washington.
mehrere kleinere meist nach Siedlungen oder Flüssen benannte kleinere Bands werden zu ihnen gezählt:
- die Wallowa (Willewah) Band (größte und bedeutendste Band mit mehreren Lokalgruppen im Wallowa River Valley und der Zumwalt Prairie)
- die Imnáma (Imnámma) Band (lebte isoliert mit mehreren Lokalgruppen im Imnaha River Valley)
- die Weliwe (Wewi'me) Band (ihre Siedlung Williwewix lag an der Mündung des Grande Ronde River)
- die Inantoinu Band (im Joseph Canyon (Saqánma) („langer, wilder Canyon“) und entlang des Lower Joseph Creek bis zu dessen Mündung in den Grande Ronde River)
- die Toiknimapu Band (oberhalb des Joseph Creek und entlang des Nordufers des Grande Ronde River),
- die Isäwisnemepu (Isawisnemepu) Band (nahe dem heutigen Zindel, am Grande Ronde River in Oregon)
- die Sakánma Band (mehrere Lokalgruppen entlang des Snake River zwischen der Mündung des Salmon River im Süden und des Grande Ronde River im Norden, der Name ihres Hauptdorfes Sakán verweist auf ein Gebiet, wo die Klippen nahe ans Wasser heranragen – dies könnte der Joseph Canyon (Saqánma) sein).

Yakama (Yăkámă) Band („Volk des Yăká River, d. h. des Potlatch River (oberhalb seiner Mündung in den Clearwater River)“)
Ihr Stammesgebiet erstreckte sich entlang des Potlatch River (der oberhalb seiner Mündung in den Clearwater River Yăká genannt wurde) in Idaho; sie dürfen nicht mit den sprachlich-kulturell verwandten Yakama-Völkern verwechselt werden.
mehrere kleinere meist nach Siedlungen oder Flüssen benannte Bands werden zu ihnen gezählt:
- der Yakto'inu (Yaktōinu) Band (ihr Dorf Yaktōin lag an der Mündung des Potlatch River in den Clearwater River)
- der Yatóinu Band (lebten entlang des Pine Creek, einem kleinen rechten Nebenfluss des Potlatch River)
- der Iwatoinu (Iwatōinu) Band (ihr Dorf Iwatōin lag am Nordufer des Potlatch River nahe dem heutigen Kendrick im Latah County)
- die Tunèhepu (Tunĕhĕpu) Band (ihr Dorf Tunĕhĕ lag an der Mündung des Middle Potlatch Creek in den Potlatch River, in der Nähe von Juliaetta (Yeqe)).

Früher wurden zudem noch folgende Bands zu den Nez Percé gezählt, die heute jedoch als zwar sprachlich-kulturell sowie auf Grund vieler Mischehen als eng verwandte, jedoch eigene Ethnien angesehen werden:
Walla Walla Band
Hierbei handelt es sich um die Walla Walla, welche entlang des Walla Walla River („viele Wasser“) und am Zusammenfluss des Snake und Columbia River Rivers ihre Fisch-, Pflanz- und Jagdgründe hatten; heute sind sie größtenteils Teil der Confederated Tribes of the Umatilla Indian Reservation (CTUIR) sowie einige der Confederated Tribes and Bands of the Yakama Nation.
Pelloatpallah Band oder Palous Band
Dies bezeichnete eigentlich nur die Palus (eigentliche Palus) Band und Wawawai Band der Upper Palus Band – zusammen mit den Middle Palus und Lower Palus bildeten sie eine der drei regionalen Stammesgruppen der Palus (Palouse), die ihre Stammesgebiete entlang der Columbia, Snake und Palouse River im Nordwesten der Nez Percé hatten. Heute ist die Mehrheit Teil der Confederated Tribes and Bands of the Yakama Nation, und eine Minderheit ist Teil der Confederated Tribes of the Colville Reservation.
Weyiiletpuu (Wailetpu) Band („Das Volk des Weidelgras“) oder Yeletpo Band
Dies bezeichnet die Cayuse, die den Dialekt der Lower Nez Percé übernommen hatten und sich daher gegenüber Außenstehenden unter ihrem Nez-Percé-Namen als Weyiiletpuu vorstellten. Sie lebten im Westen der Nez Percé entlang der Oberläufe des Walla Walla River, Umatilla River und Grande Ronde River sowie von den Blue Mountains westwärts bis zum Deschutes River in Washington and Oregon; heute Teil der Confederated Tribes of the Umatilla Indian Reservation (CTUIR).